# Дружелюбівка (Хмільницький район)
Дружелю́бівка (до 1964 — Курава) — село в Україні, у Калинівській міській територіальній громаді Хмільницького району Вінницької області. Населення становить 786 осіб.

## Географія
Селом тече річка Безіменна, права притока Десни.

## Історія
Історична назва села — Курава, перші згадки про яке в архівних документах датуються 1570 роком. У XVI—XVIII століттях входило до складу Вінницького повіту Брацлавського воєводства Речі Посполитої до Прилуцького ключа Божецьких.
У 1797 році в складі Бердичівського повіту увійшло до Київської губернії. 
У травні 1861 року в Кураві спалахнуло селянське заворушення. Навесні 1905 року селяни застрайкували, вимагаючи підвищення плати. Радянську владу встановлено в січні 1918 року.
До розкурклення Дружелюбівка була маєтком німецького роду Бітнер[джерело?]. Після утворення СРСР у 1923 році увійшло до складу Калинівського району УСРР (після 1937 року — УРСР).
25 серпня 2015 року село увійшло до складу новоутвореної Калинівської міської громади.
12 червня 2020 року, відповідно до Розпорядження Кабінету Міністрів України № 707-р, «Про визначення адміністративних центрів та затвердження територій територіальних громад Вінницької області», увійшло до складу Калинівської міської громади.
19 липня 2020 року, в результаті адміністративно-територіальної реформи і ліквідації Калинівського району, село увійшло до складу новоутвореного Хмільницького району.

## Відома особа
- Тимчук Віктор Мефодійович (1936—2018) — український прозаїк, публіцист, драматург.

## Пам'ятки
- Парк-пам'ятка садово-паркового мистецтва місцевого значення «Саджавка».